# Jochen Lettmann
Jochen Lettmann (* 10. dubna 1969 Duisburg, Severní Porýní-Vestfálsko) je bývalý německý vodní slalomář, kajakář závodící v kategorii K1.
Na mistrovstvích světa získal jednu zlatou (K1 družstva – 1995) a jednu bronzovou medaili (K1 družstva – 1997). Z evropských šampionátů má rovněž jedno zlato (K1 družstva – 1996) a jeden bronz (K1 – 1996). Na Letních olympijských hrách 1992 v Barceloně získal v závodě K1 bronzovou medaili, v Atlantě 1996 skončil na osmém místě.